# 摩天雲霄
摩天雲霄（日语：マテンロウスカイ），是日本現役純種競賽馬匹。目前主要勝場有2024年中山紀念。

## 出賽前
2019年2月5日出身於北海道安平町北部牧場，成長途中於拍賣會上被馬主寺田千代乃以3888萬日圓購入。
其後交由栗東訓練中心練馬師松永幹夫訓練。

## 競賽生涯

### 2歲
2021年8月28日出戰中山競馬場2歲新馬戰，選擇於中團位置展推進下在最後彎道逐步發力，進佔先頭的位置。進入直路後，其於中檔位置迅速啟動加速，最終以5馬位優勢取得首勝。
其後出戰野路菊錦標，雖然於比賽途中維持穩定的節奏，但於直路上未能於中後方位置壓迫前方賽駒，最終以第三完賽。

### 3歲
2022年大部份時間均出戰捷馬戰，於年間首四場賽事取得三亞一季的優秀戰績下，在8月21日出戰3歲以上一捷馬戰，於內欄位置領放下在直路逐步帶離，最終成功奪得冠軍。
其後挑戰生涯首個分級賽聖烈特紀念，但於採用前置戰術下於最後直路未能保持優勢，大幅失速之下以第十三大敗。
而於賽後，其接受閹割手術並進入休養。

### 4歲
2023年於2月須磨特別取得第三，但其後出戰難波錦標成功補中奪得勝利，5月挑戰公開賽五月錦標亦能保持穩定的表現以第二完賽。
6月再度挑戰分級賽，出戰葉森盃並取得第四人氣。比賽開始後，其以主動的戰術保持於第二、三左右的位置推進，並一直跟隨前方的醒赤驥前進。進入直路後，其繼續於內欄位置保持衝勢不斷加速，可惜未能壓制前方的醒赤驥下再被後上的俊彥茶座超越，最終以第三完賽。
進入秋季後，其重返公開賽及表列賽作戰。雖然於仙王座錦標及仙后座錦標中分別以第四及第九落敗，但於參宿七錦標中成功在先頭位置迅速透出並取得冠軍。

### 5歲
2024年以東京新聞盃作為首戰，比賽初段進佔中團位置下在最後彎道稍為發力，但於直路未能最大程度加速之下僅跑獲第五。
2月25日出戰中山紀念，比賽途中以穩定的姿態維持於先頭約莫第二的位置，並再度選擇於最後彎道進行發力。進入直路後，其面對黏地賽道仍然可以發揮加速力，追過前方領放馬小艇下繼續保持衝勢，最終以2馬位優勢取得首個分級賽冠軍。而騎師橫山典弘亦憑借此勝利，以56歲3日之齡刷新自身於本年度策騎野田分位勝出京成盃時創造的最年長分級賽優勝騎師記錄。
其後陣營未有採用優先出賽權安排其出戰大阪盃，而是選擇遠征阿聯酋的杜拜草地大賽。然而於比賽途中採取領放戰術下於直路未能保持速度，最終於內欄位置失速之下以第十五大敗。
回國稍為休養後在秋季於每日王冠復出，比賽初段選擇維持於中後方位置等待時機，並於最後彎道維持於中內欄位置準備加速。進入直路後，其仍然處於內欄的位置，因而未能順利加速突破，雖然最終稍為突圍，但仍然無法扭轉劣勢以第八落敗。
其後按照計劃出戰秋季天皇賞，比賽開始後順利有所在的第2檔逐步貼欄並維持於中團靠前的位置，於比賽途中以穩定的節奏推進。進入直路後，其仍然於內欄位置取位並開始加速，最終稍為上前之下跑獲一席第五。
11月17日出戰一哩冠軍賽，比賽初段選擇維持於靠後的位置尋找遮擋，但於直路所呢僅未能展現出優秀的速度，最終以第十四大敗。

### 6歲
2025年年初繼續於一哩戰線打拼，在2月以東京新聞盃作為目標。比賽開始後，其在外檔位置快步上前，於外疊位置進佔先頭部隊之中，直至第三彎刀處才直接貼欄推進。進入直路後，其仍然於先頭第三的位置保持不俗的走勢，最終以一席入板的第五完賽。
其後以中山紀念作為目標並尋求連霸，於中團位置推進下維持在中檔附近的位置。進入直路後，其於中外檔位置成功望空並逐步加速，但未能完全進入狀態下無法迫近前方的對手，最終以第九落敗。
3月30日轉戰泥地賽事，出戰三級賽三月錦標。比賽開始後，其由外檔位置搶前進佔位置，守在外疊之下在通過彎道後超越前方的湧泉王進行領放，一直保持領頭的姿態。進入直路後，其仍然處於內欄的位置堅守位置並逐步發力，雖然得以壓制迫近的湧泉王，但在最後一步時被Brian Sence超越，以頸位差距落敗得第二。
8月出戰榆樹錦標，比賽初段選擇在靠後的位置展開推進，然而在直路上未有任何加速的動作，最終以包尾落敗。

### 詳細賽績
| 日期       | 舉辦國家 | 馬場 | 距離   | 級別 | 賽事名稱        | 負重 | 騎師       | 馬號 | 出馬 | 名次 | 時間           | 頭馬（二馬）         |
| ---------- | -------- | ---- | ------ | ---- | --------------- | ---- | ---------- | ---- | ---- | ---- | -------------- | -------------------- |
| 29/8/2021  | 日本     | 小倉 | 草2000 |      | 2歲新馬         | 54   | 秋山真一郎 | 2    | 14   | 1    | 2:00.9         | （Shihono Speranza） |
| 25/9/2021  | 日本     | 中京 | 草2000 | OP   | 野路菊錦標      | 54   | 橫山典弘   | 8    | 8    | 3    | 2:00.5         | Rond                 |
| 5/1/2022   | 日本     | 中京 | 草2000 |      | 3歲一捷馬戰     | 56   | 横山典弘   | 5    | 10   | 2    | 2:00.1         | 佳日                 |
| 14/5/2022  | 日本     | 中京 | 草2000 |      | 梓賞            | 56   | 横山典弘   | 2    | 9    | 3    | 1:59.9         | Saint Camellia       |
| 5/6/2022   | 日本     | 中京 | 草1600 |      | 3歲以上一捷馬戰 | 54   | 横山典弘   | 8    | 10   | 2    | 1:34.8         | Yamanin Salvum       |
| 9/7/2022   | 日本     | 小倉 | 草1800 |      | 澳門賽馬會盃    | 54   | 横山典弘   | 10   | 10   | 2    | 1:46.3         | Vamos Road           |
| 21/8/2022  | 日本     | 小倉 | 草1800 |      | 3歲以上一捷馬戰 | 54   | 横山典弘   | 1    | 10   | 1    | 1:46.0         | （冰原雪峰）         |
| 19/9/2022  | 日本     | 中山 | 草2200 | GII  | 聖烈特紀念      | 56   | 横山典弘   | 3    | 13   | 13   | 2:14.1         | 地神力               |
| 11/2/2023  | 日本     | 阪神 | 草1800 |      | 須磨特別        | 57   | 横山典弘   | 3    | 10   | 3    | 1:46.2         | David Barows         |
| 11/3/2023  | 日本     | 阪神 | 草1800 |      | 難波錦標        | 58   | 横山典弘   | 2    | 11   | 1    | 1:44.9         | （原生藝術）         |
| 20/5/2023  | 日本     | 東京 | 草1800 | OP   | 五月錦標        | 55   | 横山典弘   | 8    | 18   | 2    | 1:44.7         | 櫻花永放             |
| 11/6/2023  | 日本     | 東京 | 草1800 | GIII | 葉森盃          | 57   | 横山典弘   | 2    | 17   | 3    | 1:45.7         | 俊彥茶座             |
| 16/9/2023  | 日本     | 阪神 | 草2000 | OP   | 仙王座錦標      | 56   | 横山典弘   | 10   | 10   | 9    | 1:58.6         | 神威大顯             |
| 29/10/2023 | 日本     | 京都 | 草1800 | L    | 仙后座錦標      | 57   | 横山典弘   | 4    | 16   | 4    | 1:44.9         | 爽爽海風             |
| 9/12/2023  | 日本     | 阪神 | 草1600 | L    | 參宿七錦標      | 57   | 横山典弘   | 7    | 13   | 1    | 1:33.0         | （柔情妙目）         |
| 4/2/2024   | 日本     | 東京 | 草1600 | GIII | 東京新聞盃      | 57   | 横山典弘   | 11   | 16   | 5    | 1:32.4         | 櫻花永放             |
| 25/2/2024  | 日本     | 中山 | 草1800 | GII  | 中山紀念        | 57   | 横山典弘   | 8    | 16   | 1    | 1:48.1         | （小艇）             |
| 30/3/2024  | 阿聯酋   | 美丹 | 草1800 | GI   | 杜拜草地大賽    | 57   | 横山典弘   | 9    | 16   | 15   | 1:57.7（37.2） | 送達駒               |
| 6/10/2024  | 日本     | 東京 | 草1800 | GII  | 每日王冠        | 58   | 横山典弘   | 14   | 10   | 8    | 1:45.6         | 幸運銀幣             |
| 27/10/2024 | 日本     | 中山 | 草2000 | GI   | 秋季天皇賞      | 58   | 横山典弘   | 15   | 2    | 5    | 1:57.6         | 勝局在望             |
| 17/11/2024 | 日本     | 京都 | 草1600 | GI   | 一哩冠軍賽      | 58   | 横山典弘   | 7    | 17   | 14   | 1:33.4         | 神志勇進             |
| 9/2/2024   | 日本     | 東京 | 草1600 | GIII | 東京新聞盃      | 59   | 横山典弘   | 14   | 16   | 5    | 1:32.9         | 水之輝               |
| 2/3/2025   | 日本     | 中山 | 草1800 | GII  | 中山紀念        | 58   | 横山典弘   | 9    | 16   | 9    | 1:45.6         | 幸運銀幣             |
| 30/3/2025  | 日本     | 中山 | 泥1800 | GIII | 三月錦標        | 59   | 横山典弘   | 13   | 15   | 2    | 1:51.6         | Brian Sence          |
| 9/8/2025   | 日本     | 札幌 | 泥1700 | GIII | 榆樹錦標        | 58   | 横山典弘   | 5    | 14   | 14   | 1:47.2         | 法境小鎮             |

## 血統簡介
父系滿樂時爲日本賽駒，生涯戰績彪炳，於一哩及中距離賽均有表現，曾勝出香港一哩錦標、香港盃及秋季天皇賞等六項一級賽。祖父銀幕英雄亦爲日本賽駒，生涯戰績不俗，曾勝出一級賽日本盃。
母系Red la Vita為日本賽駒，生涯僅勝出條件戰級別的賽事。外祖父特別週爲日本賽駒，生涯戰績彪炳，曾勝出1998年東京優駿（日本打吡），於1999年稱霸春秋天皇賞並於日本盃擊退衆多外敵而被稱爲「日本總大將」。

### 血統表
| 父線：雷弼圖系（Hail to Reason系）         |                               |                 |                |
| 種馬 滿樂時 2011年（棗色）                 | 銀幕英雄 2004年（栗色）       | 草上飛          | Silver Hawk    |
| 種馬 滿樂時 2011年（棗色）                 | 銀幕英雄 2004年（栗色）       | 草上飛          | Ameriflora     |
| 種馬 滿樂時 2011年（棗色）                 | 銀幕英雄 2004年（栗色）       | Running Heroine | 週日寧靜       |
| 種馬 滿樂時 2011年（棗色）                 | 銀幕英雄 2004年（栗色）       | Running Heroine | Dyna Actress   |
| 種馬 滿樂時 2011年（棗色）                 | Mejiro Frances 2001年（棗色） | 嘉年傑          | 鞍匠井         |
| 種馬 滿樂時 2011年（棗色）                 | Mejiro Frances 2001年（棗色） | 嘉年傑          | Detroit        |
| 種馬 滿樂時 2011年（棗色）                 | Mejiro Frances 2001年（棗色） | Mejiro Monterey | Mogami         |
| 種馬 滿樂時 2011年（棗色）                 | Mejiro Frances 2001年（棗色） | Mejiro Monterey | Mejiro Quincey |
| 繁殖雌馬 Red la Vita 2011年（栗色）        | 特別週 1995年（深棗色）       | 週日寧靜        | Halo           |
| 繁殖雌馬 Red la Vita 2011年（栗色）        | 特別週 1995年（深棗色）       | 週日寧靜        | Wishing Well   |
| 繁殖雌馬 Red la Vita 2011年（栗色）        | 特別週 1995年（深棗色）       | Campaign Girl   | 丸善斯基       |
| 繁殖雌馬 Red la Vita 2011年（栗色）        | 特別週 1995年（深棗色）       | Campaign Girl   | Lady Shiraoki  |
| 繁殖雌馬 Red la Vita 2011年（栗色）        | Dixie Jazz 1999年（棗色）     | 東來兵          | Kampala        |
| 繁殖雌馬 Red la Vita 2011年（栗色）        | Dixie Jazz 1999年（棗色）     | 東來兵          | Severn Bridge  |
| 繁殖雌馬 Red la Vita 2011年（栗色）        | Dixie Jazz 1999年（棗色）     | Dixie Splash    | Dixieland Band |
| 繁殖雌馬 Red la Vita 2011年（栗色）        | Dixie Jazz 1999年（棗色）     | Dixie Splash    | Ocean Jewel    |
| 雌系：號族：3-d                            |                               |                 |                |
| 五代內近親交配：週日寧靜 3×4、北地舞人 5×5 |                               |                 |                |

## 命名由來
名字中，Matenro（マテンロウ）為馬主寺田千代乃之冠名，意思就是摩天樓，香港則取「摩天」為翻譯，Sky（スカイ）即是天空，香港取其意，翻譯為「雲霄」。

## 外部連結
- 摩天雲霄 netkeiba.com （页面存档备份，存于）
- 血統表 （页面存档备份，存于）